# Masaaki Yanagishita
Masaaki Yanagishita (jap. 柳下 正明, Yanagishita Masaaki; * 1. Januar 1960 in Shizuoka) ist ein ehemaliger japanischer Fußballspieler und -trainer.

## Karriere

### Verein
Yanagishita spielte in der Jugend für die Landwirtschaftsuniversität Tokio. Er begann seine Karriere bei Yamaha Motors (heute: Júbilo Iwata), wo er von 1982 bis 1992 spielte. 1992 beendete er seine Spielerkarriere.

### Nationalmannschaft
Mit der japanischen Nationalmannschaft qualifizierte er sich für die Junioren-Fußballweltmeisterschaft 1979.